# Russische Badmintonmeisterschaft 2008
Die Russische Badmintonmeisterschaft 2008 fand vom 29. Januar bis zum 3. Februar 2008 in Omsk statt.

## Sieger und Platzierte
| Disziplin    | Gold                             | Silber                               | Bronze                           |
| ------------ | -------------------------------- | ------------------------------------ | -------------------------------- |
| Herreneinzel | Vladimir Ivanov                  | Stanislav Pukhov                     | Sergey Lunev                     |
| Herreneinzel | Vladimir Ivanov                  | Stanislav Pukhov                     | Nikolai Nikolaenko               |
| Dameneinzel  | Ella Diehl                       | Olga Golovanova                      | Evgeniya Dimova                  |
| Dameneinzel  | Ella Diehl                       | Olga Golovanova                      | Anastasia Prokopenko             |
| Herrendoppel | Evgeny Dremin Alexey Vasiliev    | Alexandr Nikolaenko Vitaliy Durkin   | Sergey Lunev Stanislav Pukhov    |
| Herrendoppel | Evgeny Dremin Alexey Vasiliev    | Alexandr Nikolaenko Vitaliy Durkin   | Andrej Ashmarin Anton Nazarenko  |
| Damendoppel  | Nina Vislova Valeria Sorokina    | Anastasia Russkikh Ekaterina Ananina | Evgeniya Dimova Irina Ruslyakova |
| Damendoppel  | Nina Vislova Valeria Sorokina    | Anastasia Russkikh Ekaterina Ananina | Elena Shimko Tatjana Bibik       |
| Mixed        | Alexandr Nikolaenko Nina Vislova | Evgeny Dremin Anastasia Russkikh     | Vitaliy Durkin Valeria Sorokina  |
| Mixed        | Alexandr Nikolaenko Nina Vislova | Evgeny Dremin Anastasia Russkikh     | Alexey Vasiliev Irina Ruslyakova |